# Maataram
Maataram (tiếng Ả Rập: معترم) là một ngôi làng Syria nằm ở Ariha Nahiyah ở huyện Ariha, Idlib. Theo Cục Thống kê Trung ương Syria (CBS), Maataram có dân số 2351 trong cuộc điều tra dân số năm 2004.